# 西奧多·羅斯福號航空母艦
西奧多·羅斯福號航空母艦（USS Theodore Roosevelt CVN-71），或羅斯福號航空母艦，是美國尼米茲級核動力航空母艦的四號艦，起造於1981年，於1984年正式下水。2013年完成核燃料加注和期中大修。西奧多·羅斯福是美國第26任總統（任期1901年—1909年），是個海軍迷，任期內大力擴充海軍，也在他任內完成了大白艦隊計畫。暱稱「T.R.」的羅斯福號是美國海軍第一艘以西奧多·羅斯福總統命名的航空母艦，但除了該艦外，美國海軍其實曾擁有過另一艘以羅斯福為名的航空母艦──以第32任總統富兰克林·羅斯福命名的富兰克林·D·羅斯福號（USS Franklin D. Roosevelt CVB-42）。

## 簡介
羅斯福號雖然隸屬於尼米茲級航空母艦，但由於從它開始的第二批次五艘同級艦不同於第一批次前面的三艘，在性能規格上有相當幅度的變動，包括在艦身兩舷處設有隔艙系統，機庫、彈藥庫等重要部位的頂部和兩側裝有63.5mm厚的凱夫勒裝甲特別強化，滿載排水量突破10萬噸，吃水增加至11.8米等，以及多處大大小小的升級。因此常常也有人稱呼這五艘艦為「羅斯福級核動力航空母艦」，但美國官方雖然有這些暱稱，仍然歸類為尼米茲級。

## 历史
1986年10月25日，罗斯福号正式加入美国海军服役，並於1988年12月30日載著美國海軍第8艦載機大隊（CVW-8）啟航，執行位在地中海地區的首次部署。自此之後，該艦幾乎參與了美軍所有的海外軍事行動，

### 1990年代
1990年12月28日，羅斯福號與CVW-8出發前往波斯灣，是美國海軍在波斯灣戰爭（美軍行動代號為「沙漠之盾」）中主要的作戰武力之一。
1993年，羅斯福號駐守於亞得里亞海，執行波士尼亞上空的禁航管制工作（美軍代號「禁航行動」，Operation Deny Flight）。同年6月，該艦臨時受命穿越蘇伊士運河，前往紅海地區參與南方守望行動（Operation Southern Watch），執行對伊拉克的禁航工作。
1995年8月，羅斯福號與CVW-8開始進行其第四次的海外部署，分別在紅海支援伊拉克空域的南方守望行動，與在亞得理亞海域執行禁航行動（針對波士尼亞空域的空中禁航封鎖）與犀利護衛行動（Operation Sharp Guard，北約針對南斯拉夫所執行、在亞得理亞海域的海上封鎖行動）。之後禁航行動的任務升級，由被動的禁航監視提升到主動攻擊，針對科索沃地區的塞爾維亞共和軍（Army of Republika Srpska）進行精密轟炸的慎重武力行動（Operation Deliberate Force）。

### 2000年代
2001年9月11日發生了九一一事件，美國緊急動員包括羅斯福號在內的大規模軍力，前往波斯灣地區。在這次動員中羅斯福號提早於9月19日開始其第七次的海外部署任務，並且改搭載第1艦載機大隊（CVW-1）抵達戰區。1大隊是參與持久自由行動（Operation Enduring Freedom）第一波攻擊的部隊之一，自北阿拉伯海海面上的羅斯福號起飛，轟炸位於阿富汗境內的蓋達組織據點。在這次部署中羅斯福號連續值勤了159天，打破美國海軍部隊自二戰結束以來的任務執行期長度紀錄。
之後羅斯福號持續地在波斯灣地區活躍，參與美軍在此地區的大小任務，例如2003年3月開始的伊拉克戰爭（美軍方面代號「伊拉克自由行動」，Operation Iraqi Freedom）。

### 2010年代
2009年3月21日，羅斯福號將任務轉移給姊妹艦艾森豪號，於4月18日返抵母港諾福克。同年8月26日國防承包商諾斯洛普·格拉曼（Northrop Grumman）獲得一紙24億美元的合約，進行羅斯福號的更換燃料棒與複雜檢修工程（Refueling and Complex OverHaul, RCOH），進行核燃料棒的更換與大規模的艦身結構與艦上設備檢修。2011年5月，罗斯福号离开船坞重新入水，整個工程預計要在2013年8月時完成。

### 2020年代
2020年3月，舰长布雷特·克罗泽（Brett Crozier）向上级反映船员感染新型冠狀病毒日趨嚴重的情况被披露出去，這是第一起海軍艦艇染疫被廣泛報導的事件。3月26日，美國國防部公布，航母「羅斯福號」確診感染新型冠狀病毒的人員增加，但沒透露確診者人數。美國有線電視新聞網絡（CNN）則引述美國海軍內部消息稱，艦上病患已達25名。隨後美國海軍作戰部長迈克尔·吉尔代上將承認，羅斯福號已停泊在關島進行消毒，全艦官兵僅限在碼頭檢疫，不會進入社區，其他人也不得靠近，吉爾代強調現時無人病情嚴重，並同時聲稱該航艦仍具戰鬥能力。同時作為揭發者的舰长布雷特·克罗泽被免职，其撤職後受到下屬歡呼走下艦艇的畫面經網路放出後，引發美國媒體軒然大波，海軍部代理部長托马斯·莫德利解釋，克罗泽未循「不安全、未加密」的方式把這封求援信件寄出指揮鏈之外，使得媒體取得信件而公開，不必要地提高水手軍眷們的憂慮，不僅讓外界關切羅斯福號的作戰能力與任務安全，恐進一步增長對手氣勢、藉此尋求佔便宜，才是他被處分的原因。克罗泽在下船後被確診感染新型冠狀病毒，而他也遭到撤換確定。因應此嚴重的影響海軍形象事件，美國海軍代理部長托马斯·莫德利表示，已安排為羅斯福號艦上約5000名官兵進行病毒測試，艦上仍會保留400名骨幹成員負責維持核反應爐的運作。4月底從公開消息透露得知，共檢測出約千名水手染疫，艦上因疫情損失1人，為美海軍首例官兵死亡，5月21日，經過兩個月的波折後，罗斯福号航母離開關島，驶入菲律宾海。
2024年1月-10月，罗斯福号航母舰队在印太和中东地区进行了长达9个月的部署，足迹遍布东亚、东南亚、南亚和中东，包括菲律宾海、南中国海、东中国海、泰国湾、苏禄海、马六甲海峡、印度洋、阿曼湾、霍尔木兹海峡和波斯湾，到访了关岛、新加坡、林查班港和釜山。 7-9月，罗斯福号曾被增派至中东地区，以应对2024年以色列和哈马斯、伊朗的军事冲突。在2024年的印太部署期间，罗斯福号分别和林肯号和卡尔文森号举行了双航母联合演习。

## 圖片集

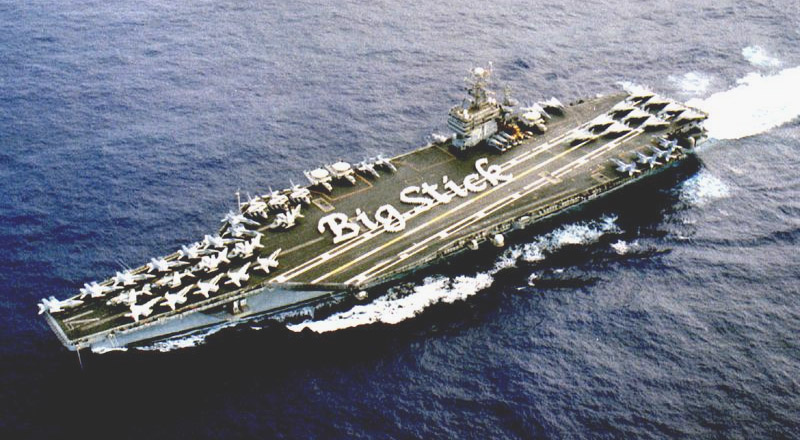
在返回母港諾福克途中，羅斯福號的官兵在甲板上排出羅斯福的名句摘錄：「Big Stick」
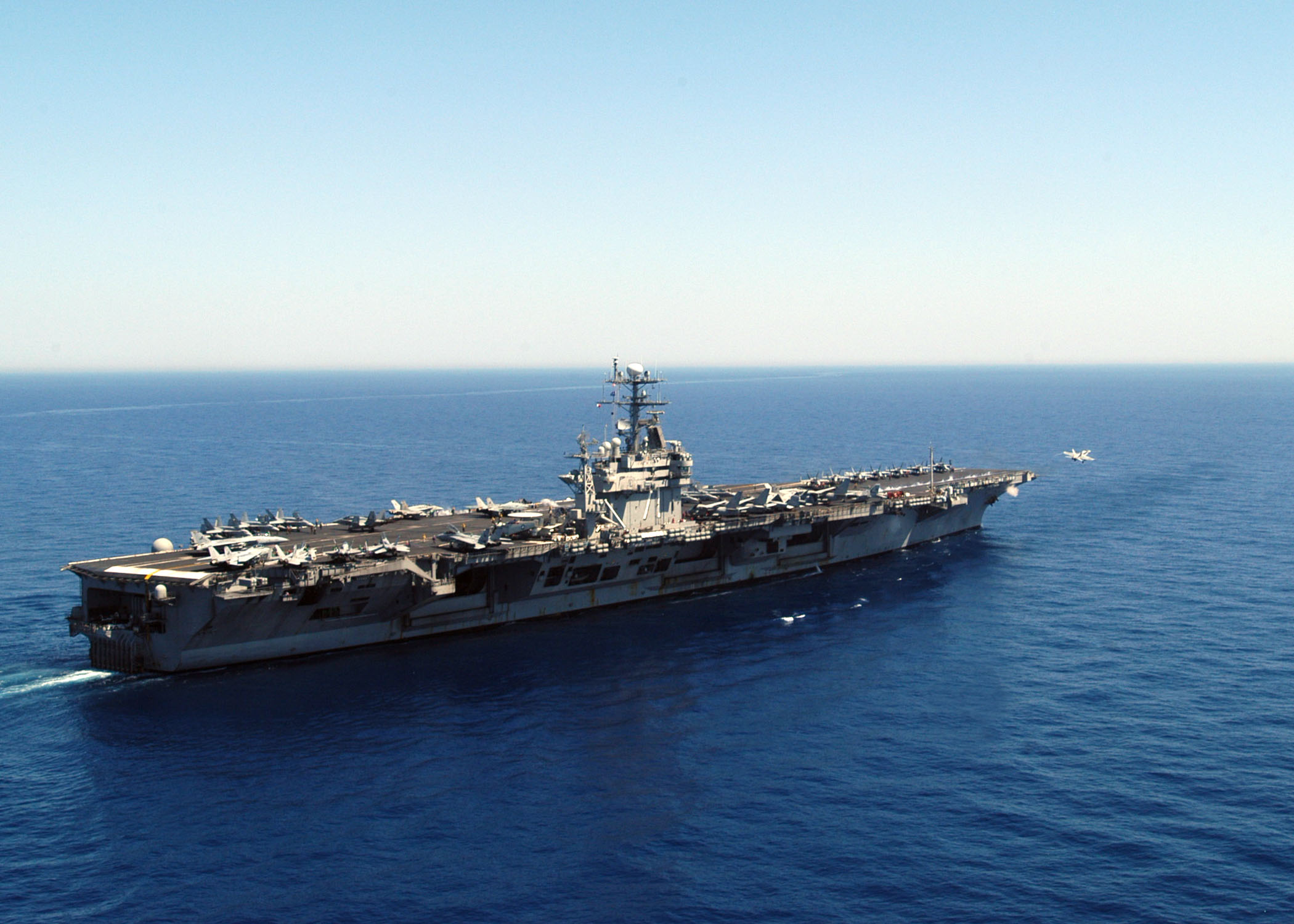
羅斯福號於地中海上執行伊拉克自由行動（Operation Iraqi Freedom）
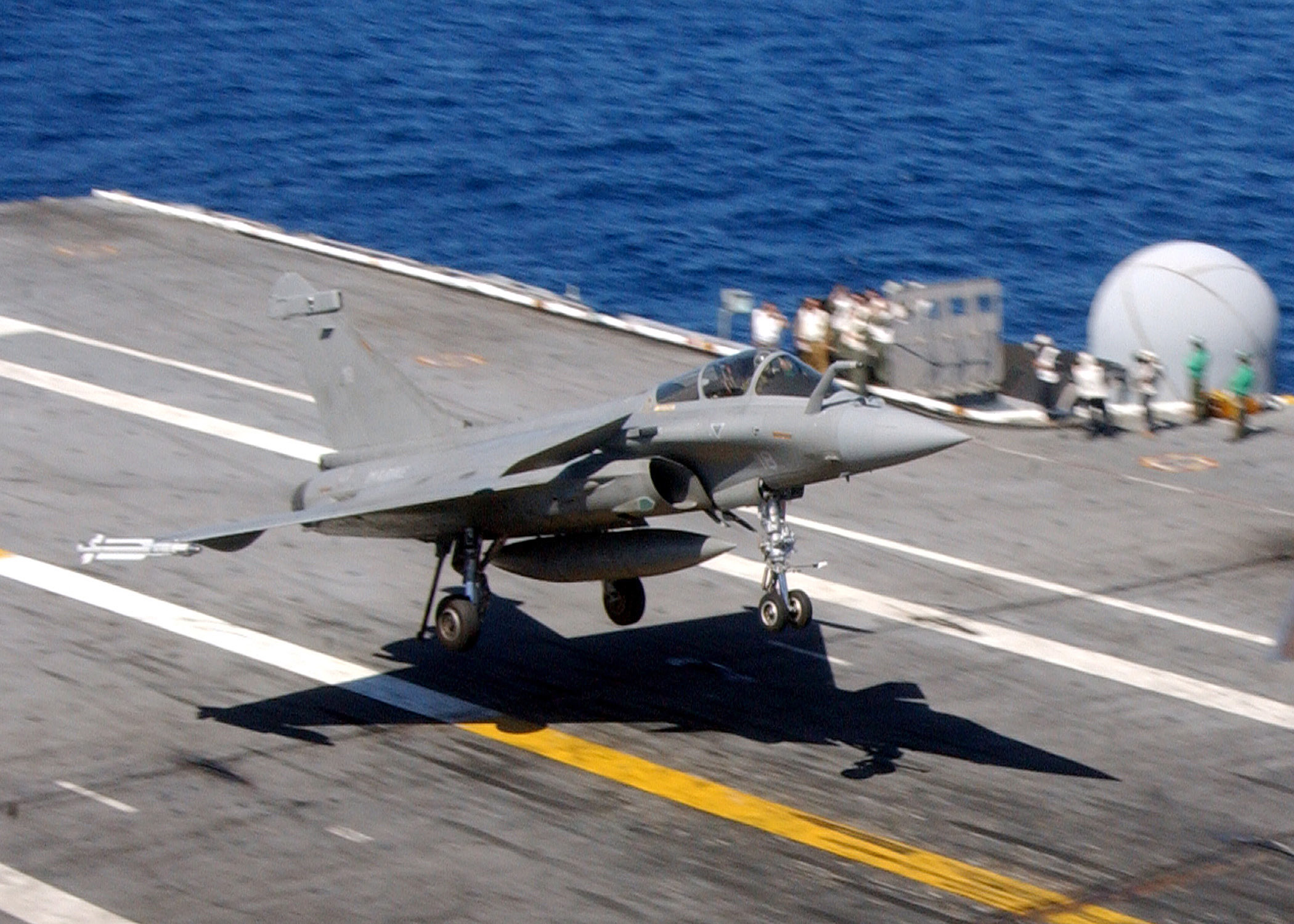
一架法國海軍的疾風戰鬥機正在降落在美國航艦羅斯福號

## 資料來源
1. ↑  .   [3 July 2009]. （原始内容存档于2009-05-27）.
2. ↑  Polmar, Norman. . Naval Institute Press. 2004: 112. ISBN 978-1-59114-685-8.
3. ↑   (PDF). 2021-04-15  [2020-10-21]. （原始内容 (PDF)存档于2017-05-01）.
4. ↑  . Navweaps.com. 29 April 1999  [2012-01-10]. （原始内容存档于2010-01-11）.
5. ↑  . 中時電子報. 2020-04-04  [2020-04-06]. （原始内容存档于2020-11-09）.
6. ↑  . 聯合新聞網. 2020-04-06  [2020-04-06]. （原始内容存档于2020-04-11）.
7. 1 2  . www.navy.mil.   [2024-12-24].

## 外部連結
- 美國海軍官方網站* （页面存档备份，存于）